# Star of the West
La Star of the West (poi CSS Star of the West) era un piroscafo statunitense, noto soprattutto per il fallito tentativo di portare soccorso agli unionisti impegnati nell'assedio di Fort Sumter. In seguito, allo scoppio della guerra civile americana, venne catturato dai confederati e affondato di proposito durante l'assedio di Vicksburg per difendere il porto fluviale.

## Costruzione e servizio

### Stati Uniti
La Star of the West venne costruita tra il 1852 e il 1853 nei cantieri navali di New York per conto di Cornelius Vanderbilt come nave mercantile, e l'anno successivo cominciò un regolare servizio tra New York e San Juan de Nicaragua. Vanderbilt presto la vendette a Charles Morgan, che a sua volta nel 1856 cedette la nave alla compagnia postale degli Stati Uniti, per la quale venne impiegata sulla rotta New York-Aspinwall.
Rimase sulla rotta con il Centroamerica fino al 1859, quando venne trasferita nella rotta interna New York-L'Avana-New Orleans. Proprio in funzione di questa rotta venne sequestrata dal presidente degli Stati Uniti James Buchanan, che nel gennaio 1861 tentò di organizzare una spedizione di soccorso per la guarnigione di Fort Sumter, ormai sotto assedio nella baia di Charleston. Carica di aiuti, la Star of the West giunse in vista di Charleston il 9 gennaio, ma venne respinta da una batteria costiera che le sparò contro, danneggiandola lievemente e obbligandola a tornare indietro, rischiando così uno scoppio anticipato della guerra civile americana.

### Stati Confederati
Dopo il fallimento della spedizione per soccorrere Fort Sumter, la Star of the West venne affittata come nave trasporto truppe, ma mentre si trovava poco al largo del Texas il 18 aprile 1861 il sudista Earl Van Dorn riuscì a catturarla, conducendola poi a New Orleans e trasformandola in una delle prime navi della marina confederata.
Inizialmente rinominata CSS St. Philip, il nuovo nome venne presto abbandonato in favore del precedente con cui, per via dei fatti di Charleston, era ormai popolarmente nota. Dopo la conquista di New Orleans da parte dei nordisti l'anno successivo la nave riuscì a scampare alla cattura, risalendo il Mississippi ed ancorandosi a Vicksburg, fungendo poi da battello tra essa e Yazoo City.
In seguito ai ripetuti attacchi nordisti nella regione e all'inizio dell'assedio di Vicksburg, nell'ambito della spedizione di Yazoo Pass venne deciso di affondare la nave come parte del sistema di difesa sudista, impedendo così eventuali sbarchi nemici lungo il Mississippi. La Star of the West venne quindi affondata in uno dei suoi affluenti, il fiume Tallahatchie, vicino Greenwood, rallentando notevolmente l'avanzata nordista.

## Nella cultura di massa
Nel romanzo Memorie dell'Amministrazione Ford, di John Updike (1992), l'incidente della Star of the West è uno degli eventi narrati dal protagonista, un professore intenzionato a scrivere della presidenza di Gerald Ford, ma che invece finisce per narrare della presidenza di James Buchanan del secolo precedente.